# Манастир Света Тројица
Манастир Света Тројица је средњовековни манастир који припада Епархији милешевској Српске православне цркве. Налази се у Пљевљима на сјеверу Црне Горе, два километра од центра града. Манастирски комплекс удаљен је 61 км. од Дурмиторa и 38 км. од моста на Тари. Манастирска црква је посвећена Тројици, у црквеној литератури обично Света Тројица.
Серафим Џарић био је старешина манастира у периоду од (1900—1941).
Владислав Вељковић био је старешина манастира у периоду од (2016—2020).
Старешина манастира је игуман Зосим.
У манастиру Света Тројица своју писменост развијао је и Патријарх српски Варнава, световно Петар Росић. Завршивши Духовну академију у Санкт Петербургу, Патријарх Варнава је покренуо иницијативу да се изгради Храм Светог Саве у Београду.

## Историја
По народном предању то је задужбина неког српског владара Немањића. Али како су они градили веће задужбине тзв. лавре, то је мало вероватно. Остаје да га је подигао неки локални властелин. Није познато када је манастир тачно основан, али се претпоставља да је настао прије турских освајања 1465. године. Манастир је био богат и добро уређен, био за углед. Готово цело Пљеваљско поље и делом околне висоравни биле су његово власништво. Па и сам градић Пљевља, је настао на месту где је била "манастирска пљевара" (остава за житну плеву). Па и сам део града Пљеваља - "Махала Гумна" (где се врло жито) о томе сведочи. По старом путописцу Катарину Зену - Пљевља су била обично село на манастирском поседу.
По рукопису хроничара Т. Пејатовића (умро пре 1905): "Манастир Св. Тројица срећним стицајем прилика остао је кроз цео 17. и 18. век једно од најзнаменитијих просветних центара у целом Полимју и Потарју". Манастир је био главно место у околини где се вековима стицала писменост. Током свог историјског, културног и духовног постојања, монашка заједница манастира Света Тројица Пљеваљска била је посвећена преписивачком раду. О томе сведочи велика рукописна књижница црквених и историјских дела. Најбоље је очуван богато илустрован, руком колорисан "Шестоднев" Св. Јована Дамаскина из 1649.године. На крају те богослужбене књиге додат је путопис о Индији. Аутор првог познатог записа о тројичком манастиру, и први познати преписивач из овог братства, јеромонах Сава, исписује прве редове карактеристичног садржаја 1537. године. Митрополит Сава Косановић је набрајајући рукописне србуље у манастиру Свете Тројице, записао да је неки монах Растодер преписао књигу Канони Богородичини. Написана је на ријеци Брезници у Пљевљима, при игуману Никодиму 7087. г. (1579. г.).
У недељу, 16. маја 2004. године, освештани су обновљени конаци у манастиру током Свете архијерејске литургије коју је служио патријарх српски Павле уз саслужење митрополита црногорско-приморског Амфилохија и дабробосанског Николаја, епископа нишког Иринеја, зворничко-тузланског Василија, канадског Георгија, америчко-канадског Лонгина, бачког Иринеја, британско-скандинавског Доситеја, бихаћко-петровачког Хризостома, осечкопољско-барањског Лукијана, средњеевропског Константина, западноевропског Луке, врањског Пахомија, славонског Саве, милешевског Филарета, захумско-херцеговачког Григорија и будимљанско-никшићког Јоаникија. Литургији је присуствовао и председник Црне Горе Филип Вујановић са високим званичницима и културним и политичким радницима овога краја.

## Ктитор Јеромонах Висарион
Мало шта се може дознати o личности ктитора јеромонаха Висариона. У једном прологу који се и данас чува у манастирској књижници, како је забиљежио Љубомир Стојановић у Старим српским записима и натписима Тројичким братством тих година 1541. године управљао је игуман Василије. У јесен 1544. године, као старјешина братства наводи се јеромонах Висарион. Један нестали натпис, некада на источном зиду припрате, објављен у изводу прије уништења, појашњава ктитора. У њему је било исписано да је манастир основао као први ктитор Висарион са братом Савом и сином архијерејом Никифором, па га касније поновио, игуман Јоаким.
Манастир светотројички је обновљен у 16. веку, судећи по запису који се налазио над средњим вратима манастирским. Ту је писало да је манастир 1592. године обновио "монах Георгије са сином Ананијом и Војином - брата мојега (Георгијевог) сином и спахијом". До врата се налазила фреска са ликом "Војина спахије" као ктитора манастира. Тај храм је био мањи од садашњег, јер је 1876. године дограђена припрата, те су врата над којим је био запис, постала средња. Та је и црквено кубе које је било мало, проширено.

## Архитектура
Архитектура Свете Тројице разликује се од манастира у региону. Најстарији дио тројичке цркве је веома необичног плана, стилски је неодређен, мада њена основа видљиво подсјећа на Српско-византијски стил 13. вијека.

## Посебна светиња
У манастирској цркви, испред иконостаса са десне стране, налази се ковчег у облику саркофага, у којем се од 17. вијека, чува дио мошти, лијева рука Светог Саве. Поред мошти налази се положено и Жезло Светог Саве. Ковчег је положен на конструкцију форме пролазног тунела, који служи као дио обредног ритуала на празник Свете Тројице. Друга драгоценост манастирског храма је "штака" (штап) Св. Саве.

## Ризница
Манастирска ризница Свете Тројице посједује изузетно вриједну збирку златарских радова. Игуман Стефан, чије име као наручиоца је угравирано на једном кивоту и путиру, настоји да прибави неопходне богослужбене предмете. Најстарији очувани српски кивот (дарохранилница) и скупоцјени путир израђују се за Свету Тројицу 1576. године. Ћивот има облик једнобродне црквице са кровом на двије воде и три кубета. Са све четири стране исписан је дуг натпис о настанку кивота, који има и декоративну улогу, док је путир израђен између 1578. и 1579. године.